# Favorita

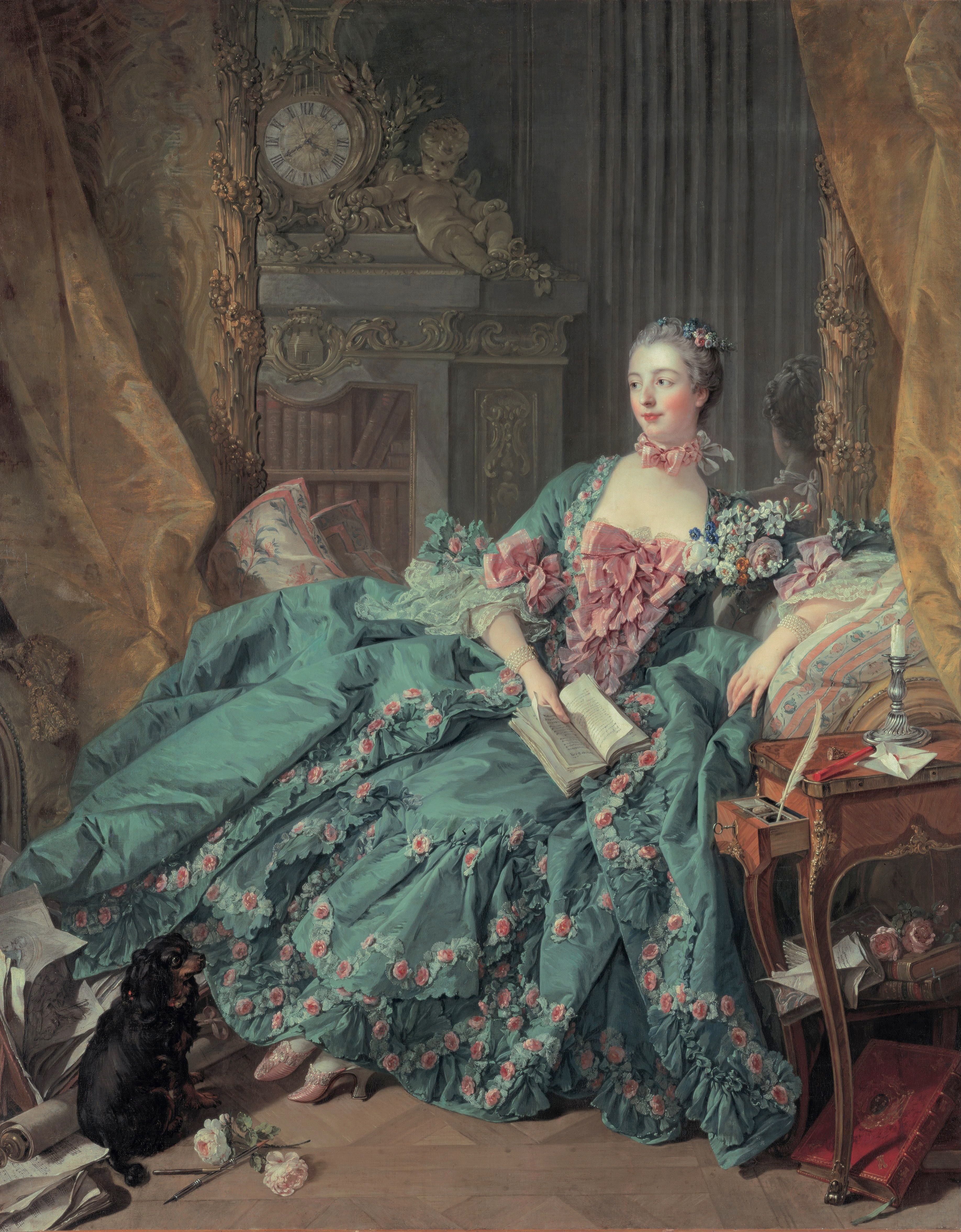
Madame de Pompadour, favorita di Luigi XV di Francia, ritratta da François Boucher nel 1756 (Alte Pinakothek)

La favorita (o anche la sua versione maschile favorito) era la persona che godeva del massimo favore di un uomo potente, di solito un sovrano o, come controparte, una regina. Lo scambio di favori poteva essere di natura sessuale oppure di semplice collaborazione.

## Caratteristiche

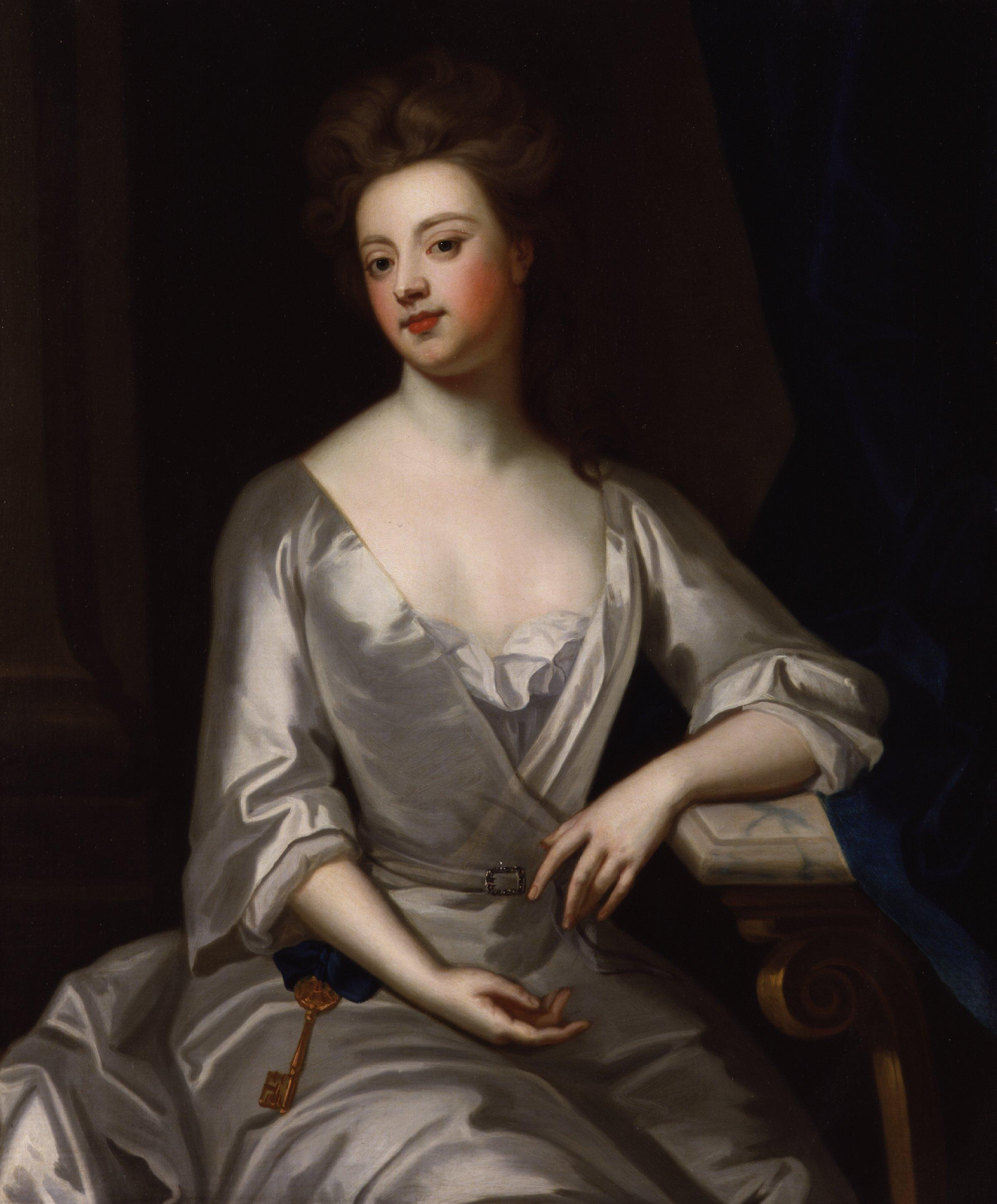
Sir Godfrey Kneller, Ritratto di Sarah Churchill, duchessa di Marlborough, 1702, National Portrait Gallery

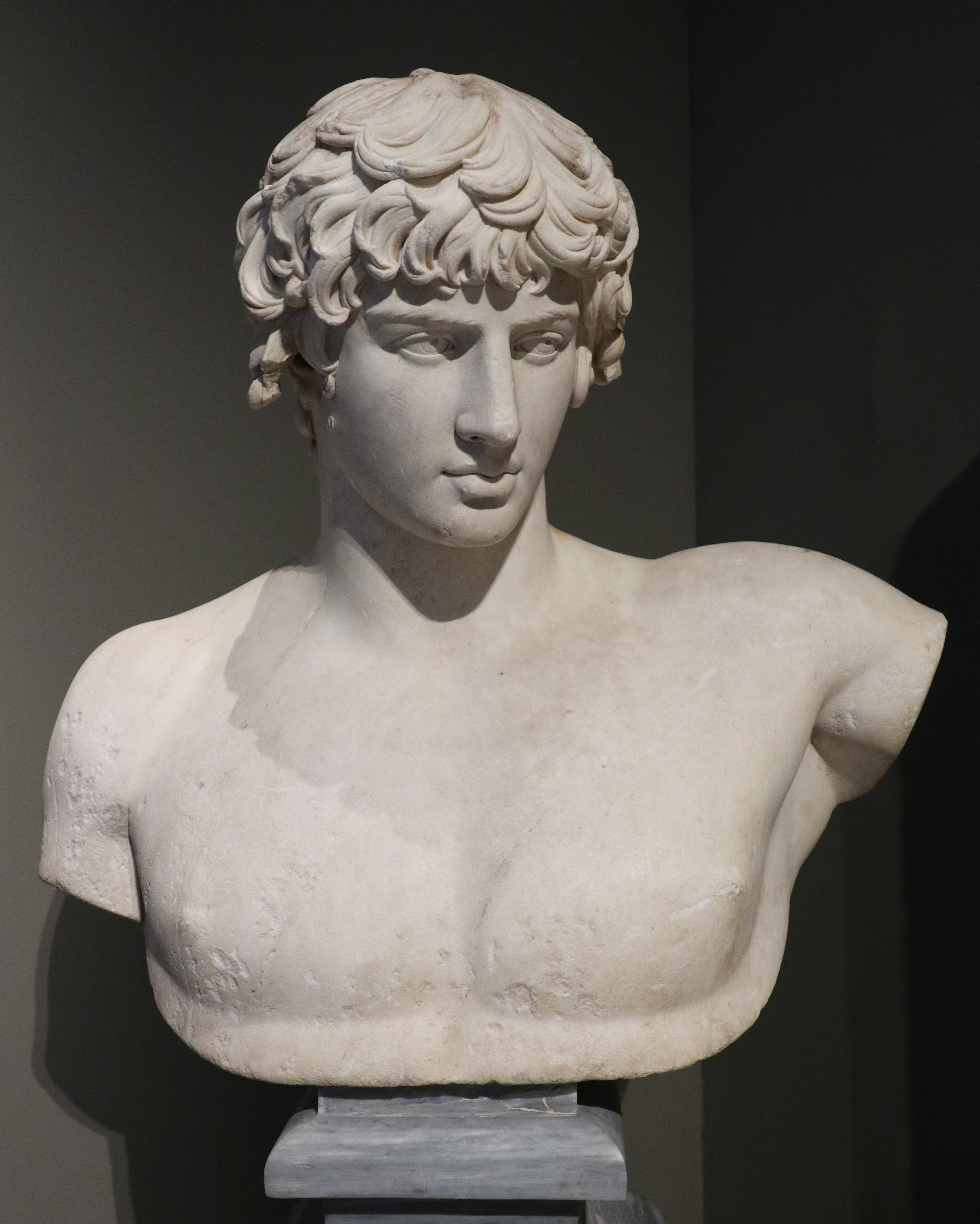
Busto di Antinoo, da Patrasso, Museo archeologico nazionale di Atene

Nel caso del favoreggiamento di natura sessuale si trattava per lo più dell'amante ufficiale del sovrano o della regina che, in virtù di ciò, godeva di particolari privilegi (più o meno formalizzati). Nel caso del favoreggiamento di natura intellettuale, si trattava invece del consigliere principale del/della regnante (legato a lui/lei da un rapporto di amicizia o comunque di cooperazione). Alla corte reale francese o nell'harem del sultano ottomano (dove la favorita prendeva nome di Haseki Sultan o Kadinefendi) tali figure, per lo più donne, ebbero un vero e proprio ruolo istituzionale e vennero dotate di diritti specifici e vantaggi codificati.  
Molto raramente le favorite ottenevano gli onori del matrimonio, fosse quest'ultimo morganatico (come nel caso di Madame de Maintenon o della Bella Rosina) o legale (come nei casi di Hürrem Sultan, moglie del Sultano Solimano, o Nurbanu Sultan, moglie di Selim II). La favorita più nota fu Madame de Pompadour, amante di Luigi XV.

## Esempi storici
- David era il favorito di Saul;
- Hong Yu fu la favorita dell'imperatore han Hui;
- Ji Ru era il favorito dell'imperatore Han Gaozu (II secolo a.C.);
- Bagoas era il favorito di Artaserse III;
- Efestione era il favorito di Alessandro Magno;
- Seiano era il favorito di Tiberio, fino alla sua uccisione nel 31 d.C.;
- Kapilar, poeta tamil, si diceva fosse il favorito del locale monarca Vel Pari;
- Sporo fu il favorito di Nerone;
- Antinoo era il favorito dell'imperatore Adriano;
- Marco Aurelio Cleandro fu il favorito di Commodo, fino alla sua uccisione nel 190 d.C.;
- Eutropio era il favorito di Arcadio;
- Basilio I il Macedone divenne il favorito di Michele III, al quale succedette nel trono;
- Ibn Ammar divenne il favorito del re della taifa di Siviglia, Muhammad al-Muʿtamid, ma fu poi da lui ucciso nel 1086;
- Pietro Gaveston e Ugo Despenser il Giovane furono i favoriti del re Edoardo II d'Inghilterra (1307-1327)
- Giovanna di Kent, contessa di Salisbury (1328-1385), fu la favorita di re Edoardo III Plantageneto, all'origine dell'istituzione dell'ordine della giarrettiera;
- Robert Cochrane, favorito di Giacomo III di Scozia, fu impiccato da una congiura di nobili;
- Pargalı Ibrahim Pasha, favorito di Solimano il magnifico, fu da lui fatto giustiziare nel 1536, per un sospetto di tradimento;
- Hürrem Sultan fu la favorita, Haseki Sultan e moglie legale del sultano Solimano il Magnifico.
- Le Haseki Sultan furono le potenti favorite dei sultani ottomani fra il XVI e il XVII secolo. Le più potenti furono: la sopracitata Hürrem Sultan per Solimano, Nurbanu Sultan per Selim II, Safiye Sultan per Murad III, Kösem Sultan per Ahmed I, Gülnuş Sultan per Mehmed IV.
- Margaret Erskine, favorita di Giacomo V di Scozia, fu madre di Giacomo Stewart, primo conte di Moray;
- Diane de Poitiers fu la favorita di Enrico II di Francia
- Guillaume Gouffier de Bonnivet (1488-1525) e Claude d'Annebault (1495-1552) furono i favoriti di Francesco I di Valois.
- Robert Dudley, I conte di Leicester, fu il favorito di Elisabetta I per trent'anni; gli succedette il figliastro Robert Devereux, secondo conte di Essex, che però fu giustiziato nel 1601 dopo una congiura fallita;
- "Les Mignons" era un gruppo di favoriti di cui si circondava Enrico III di Francia;
- Charles de Luynes, favorito di Luigi XIII, fu l'ispiratore nel 1617 dell'assassinio di Concino Concini, che a sua volta era stato il favorito della regina madre Maria de' Medici;
- Esmé Stewart, primo duca di Lennox, e Robert Carr, primo conte di Somerset, furono in sequenza i favoriti di Giacomo I d'Inghilterra;
- Luigi XIV ebbe come favorite prima Louise de La Vallière e poi Françoise-Athénaïs, marchesa de Montespan; invece, Françoise d'Aubigné, marchesa de Maintenon, rifiutò il ruolo e ne divenne la seconda moglie morganatica;
- Corfitz Ulfeldt da favorito divenne genero di Cristiano IV di Danimarca, prima di tradirlo e di scappare in Svezia;
- Marie Anne de La Trémoille, principessa des Ursins, fu favorita di Filippo V di Spagna;
- Sarah Churchill, Duchessa di Marlborough, fu la favorita della regina di Inghilterra Anna Stuart, fino ad essere sostituita dalla cugina Abigail Masham, baronessa Masham;
- Madame de Pompadour, favorita di Luigi XV, ruolo nel quale le succedette Madame du Barry;
- Marie-Françoise-Catherine de Beauvau-Craon, marchesa di Boufflers (1711-1787), fu la favorita del re polacco e duca di Lorena Stanislao Leszczyński;
- Alexander Menshikov, favorito di Pietro I di Russia, dopo la sua morte divenne il governante di fatto dell'impero russo, fino ad essere esiliato in Siberia;
- Johann Friedrich Struensee in Danimarca, in ragione della sua professione di medico curante di Cristiano VII di Danimarca e di favorito della regina Carolina Matilda, esercitò potere fino alla sua esecuzione;
- Heshen fu il favorito dell'imperatore cinese Qianlong della dinastia Qing;
- Grigori Alexandrovich Potemkin fu il favorito dell'imperatrice Caterina II di Russia, ruolo in cui da ultimo gli succedette Platon Alexandrovich Zubov;
- Marie-Louise, principessa de Lamballe, fu la favorita di Maria Antonietta, ruolo nel quale le succedette Gabrielle de Polastron, duchessa de Polignac;
- Louise d'Esparbès de Lussan (1764-1804) fu la favorita del futuro re Carlo X;
- Rosa Vercellana fu la favorita di Vittorio Emanuele II;
- Grigori Rasputin era il favorito della famiglia Romanov, fino alla sua morte nel 1916.